# Periodo de la Antigua República
En la obra de la Guerra de las Galaxias, el período de la Antigua República comprende desde sus comienzos 25.000 años ABY (antes de la Batalla de Yavin) hasta más o menos 1032 años antes de ésta. Aunque realmente la literatura solo ha explorado a fondo el universo de Star Wars a partir del año 5000 aBY.
Durante este período se narra la historia de una Orden Jedi
muy libre, que se entrena en Praxeums, con varios aprendices adultos por Maestro y con un grupo de ancianos y sabios Maestros meditando y dirigiendo a los Jedi. La República galáctica se muestra en aras de expansión y como la mayor parte de la literatura de este periodo, si no toda, es gráfica, se puede apreciar que todo tiene un toque antiguo y los Jedi son algo místico, como guerreros religiosos, que extienden la paz planeta por planeta en su época más floreciente con miles de Caballeros y Maestros defendiendo los mundos del Lado Oscuro.
- Tales of the Jedi: The Golden Age of the Sith
- Tales of the Jedi: The Fall of the Sith Empire
- Tales of the Jedi: Knights of the Old Republic
- Tales of the Jedi: The Freedon Nadd Uprising
- Tales of the Jedi: Dark Lords of the Sith
- Tales of the Jedi: Sith War
- Tales of the Jedi: Redemption
- Knights of the Old Republic
- Star Wars: Caballeros de la Antigua República
- Star Wars: Caballeros de la Antigua República 2: Los Señores Sith
- Star Wars: La Antigua República
- Star Wars: Darth Bane: Path of Destruction
- Jedi contra Sith

- Datos: Q6072559